# Hohe Straße 15 (Quedlinburg)

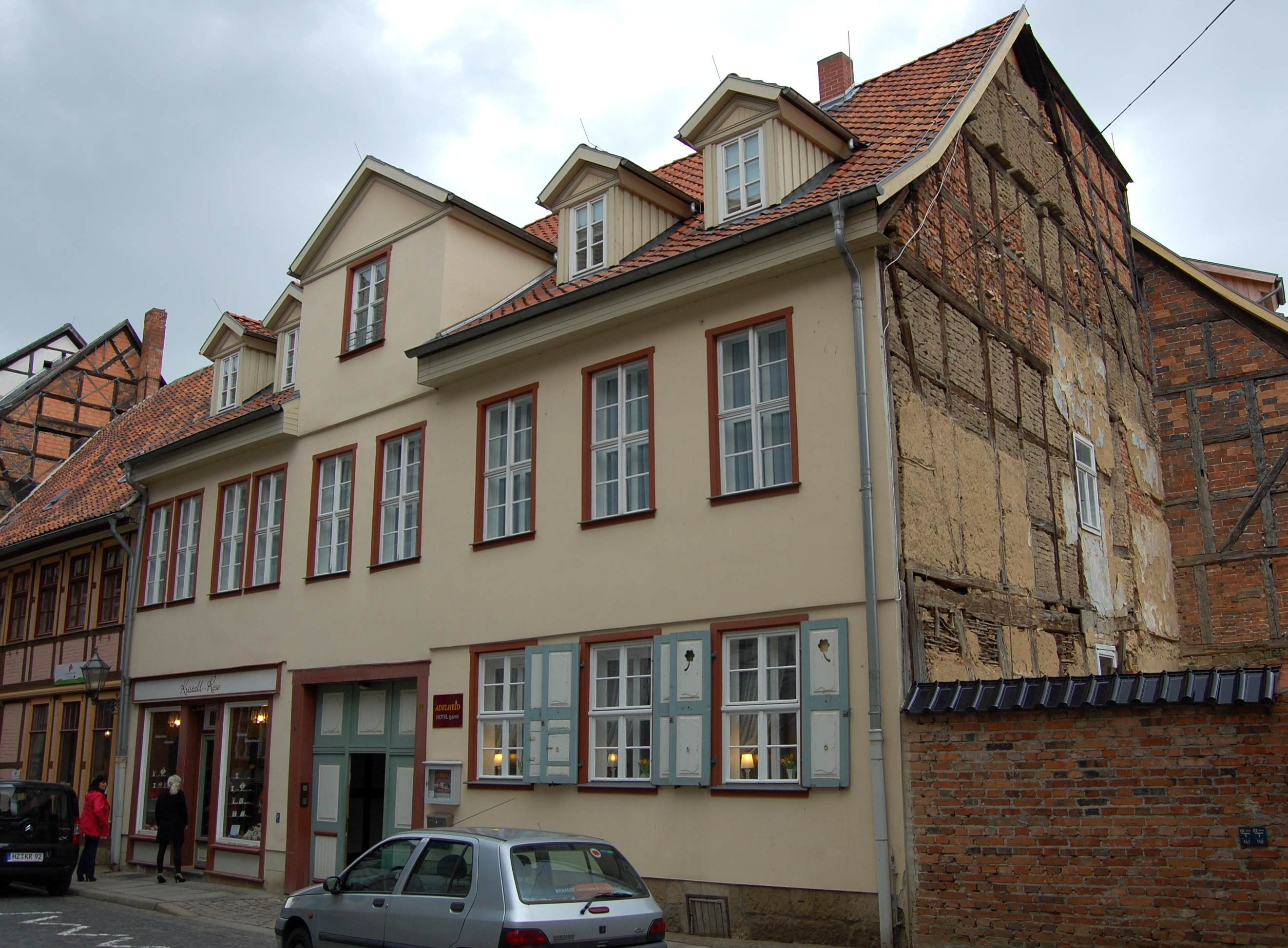
Haus Hohe Straße 15

Das Haus Hohe Straße 15 ist ein denkmalgeschütztes Gebäude in der Stadt Quedlinburg in Sachsen-Anhalt.

## Lage
Es befindet sich im Stadtgebiet westlich des Quedlinburger Marktplatzes und gehört zum UNESCO-Weltkulturerbe. Im Haus wird das Hotel garni Adelheid betrieben.

## Architektur und Geschichte
Das im Denkmalverzeichnis Quedlinburgs als Kaufmannshof eingetragene Fachwerkhaus entstand um 1750. An den Fensterläden finden sich Schnitzereien aus der Zeit des Rokoko. Die Tordurchfahrt mitsamt hölzernem Tor stammt aus der Zeit um 1800. Zum Hof hin verfügt das Gebäude über eine Ladeluke.
Bemerkenswert ist ein im Gebäude erhaltenes Treppenhaus in frühklassizistischem Stil mit kräftigen Dralien.
Im Hof des Anwesens befindet sich ein um 1780, nach anderen Angaben um 1680 gleichfalls in Fachwerkbauweise errichteter Gebäudeflügel. Das Fachwerk ist mit Pyramidenbalkenköpfen und reicher Profilierung der Schwelle verziert. Die Gefache sind mit Zierausmauerungen versehen.